# Policía de Mendoza

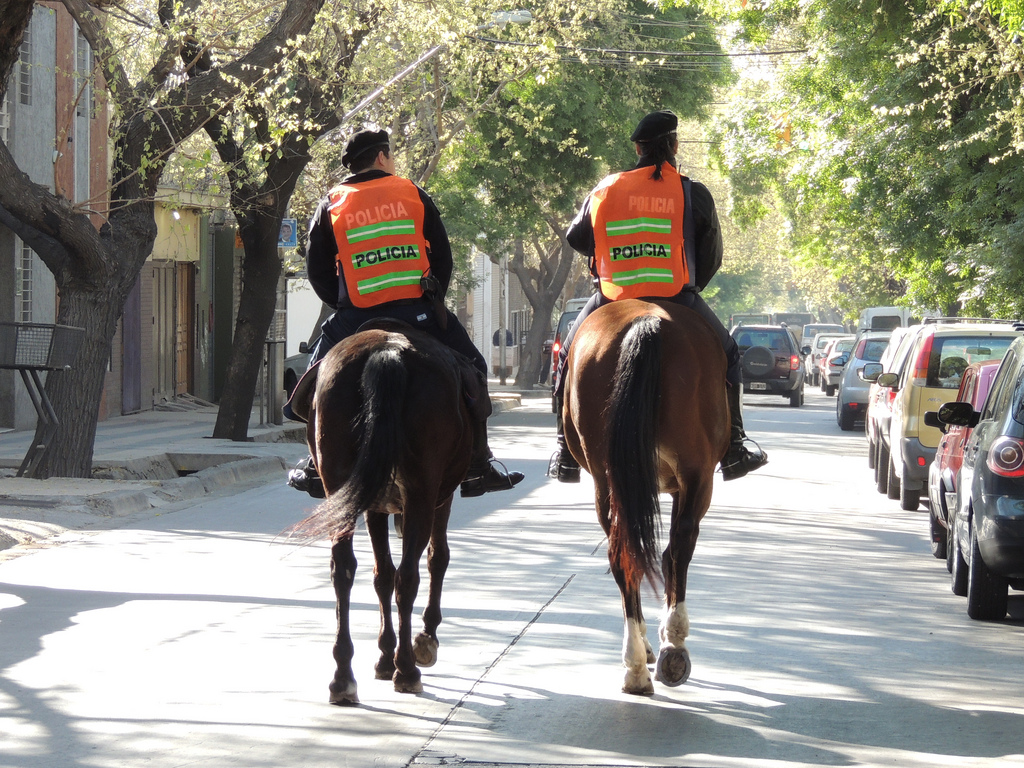
La división montada de la Policía de Mendoza patrullando calles de la zona norte de la ciudad de Mendoza

La Policía de Mendoza es la policía provincial de la provincia de Mendoza, siendo una fuerza de seguridad subnacional, a cargo de la seguridad de los habitantes de dicha provincia como así también de la defensa del territorio. La Policía de Mendoza es una institución armada y semimilitarizada y constituye una de las 23 policías provinciales de la República Argentina.

## Historia
Se reconoce fecha de su creación al 20 de octubre de 1810, día de la emisión del primer bando con disposiciones sobre contravenciones policiales de parte del coronel don José Moldes, primer teniente gobernador de Mendoza designado por la Junta de Buenos Aires, quien asumió el 16 de agosto de ese año.

## Derechos Humanos
Como la mayoría de fuerzas policiales argentinas, la Policía de Mendoza tiene su página más negra durante el período del terrorismo de Estado ejercido por la dictadura militar que se instauró en 1976. Los juicios contra los represores se encuentran en marcha e incluyen a una serie de jueces a los que se señala como cómplices necesarios. Los imputados son Raúl Alberto Ruiz Soppe, quien se desempeñaba como jefe de la Unidad Regional II de la Policía de Mendoza; Aníbal Alberto Guevara, exteniente del Ejército; José Martín Mussere, quien oficiaba de enlace entre la Policía y los mandos militares; Juan Roberto Labarta, integrante del Departamento de Informaciones (D2) en San Rafael, y Raúl Egea Bernal, abogado de la policía de Mendoza, acusado de falsificar documentos oficiales. Los represores están acusados por la desaparición de los militantes peronistas Francisco Tripiana, José Guillermo Berón, Pascual Sandoval y Roberto Osorio, cuyos cuerpos nunca aparecieron.
El Cuerpo del Ejército III que comandaba Luciano Benjamín Menéndez «controlaba fuerzas propias y ajenas, a la vez que controlaba la prensa y la propaganda consumando un verdadero genocidio». Según se pudo establecer, los acusados, «bajo órdenes militares cumplidas por la policía, actuaban en grupos de tareas, sometieron a vejámenes e hicieron desaparecer a personas falsificando actas de libertad».
En 1997 integrantes de esta fuerza provocaron la muerte del estudiante Sebastián Bordón, un hecho que provocó cambios estructurales en la institución

## Formación
Quienes integran la Policía Mendocina se forman y capacitan en el Instituto Universitario de Seguridad Pública, con la opción de una Tecnicatura en Seguridad Pública (Título de Nivel Superior de Pregrado Universitario con una duración de 2 años). , egresan con el grado de Oficial Sub-ayudante, o bien el Curso de Auxiliares en Seguridad Pública (10 meses) egresan como Auxiliar de Policía.

## Jerarquías
* Oficiales Superiores
- - Comisario General
  - Comisario Inspector
  - Comisario

* Oficiales Jefes
- - Subcomisario
  - Oficial Principal
  - Oficial Inspector

** oficiales subalternos
- - Oficial Ayudante
  - Oficial Subayudante (Según Ley 8.848/16)

*  Auxiliares
- - Auxiliar Superior
  - Auxiliar Mayor
  - Auxiliar Cuarto
  - Auxiliar Tercero
  - Auxiliar Segundo
  - Auxiliar Primero
  - Auxiliar

;Suboficiales
- Suboficial Mayor
- Suboficial Principal
- Sargento Ayudante
- Sargento Primero
- Sargento
- Cabo Primero
- Cabo
- Agente

Escala jerárquica de transición entre los Suboficiales y Auxiliares de la Policía de Mendoza , conforme a la Ley 8848/ 16 (Modificatoria de la Ley 6722/ 99).-
- Suboficial Mayor
- Auxiliar Superior
- Suboficial Principal
- Auxiliar Mayor
- Sargento Ayudante
- Auxiliar Cuarto
- Sargento Primero
- Auxiliar Tercero
- Sargento
- Auxiliar Segundo
- Cabo Primero
- Auxiliar Primero
- Cabo
- Auxiliar
- Agente

## Equipamiento
Equipamiento individual

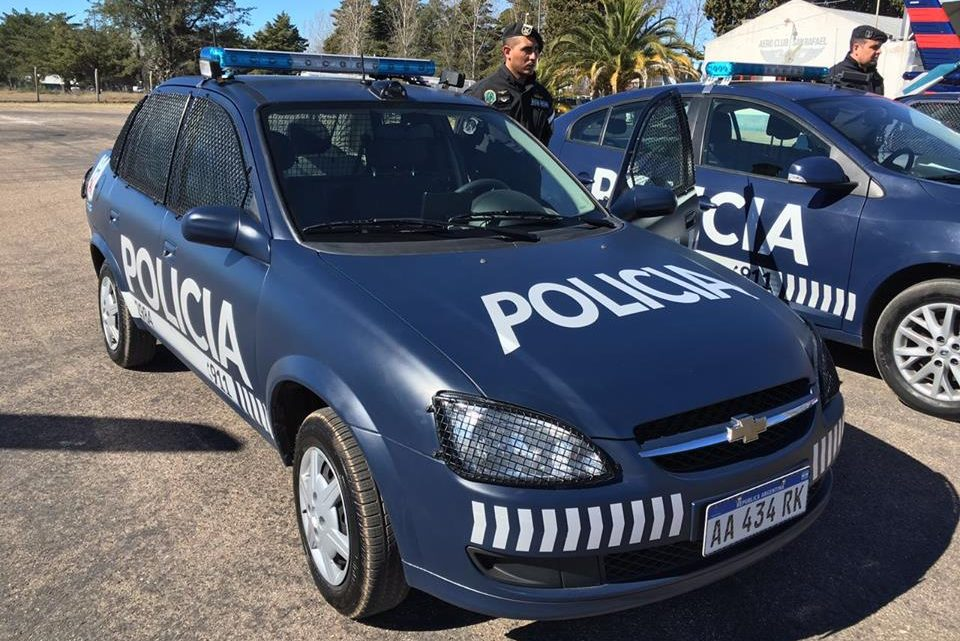
Patrullero Chevrolet.

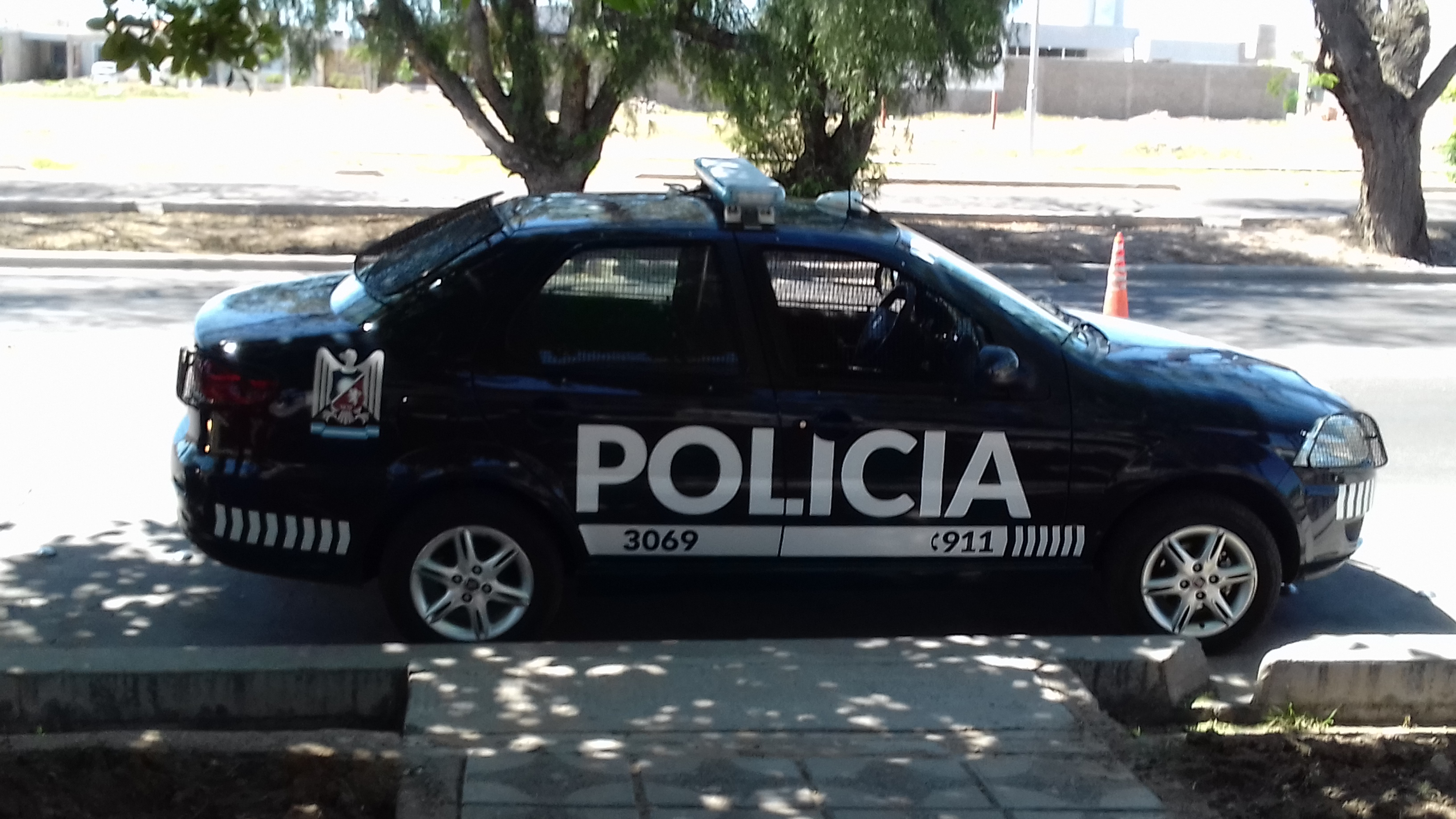
Patrullero Fiat.

- Equipo integral antidisturbios: Cuenta con rodilleras, canilleras y cobertores de antebrazo.
- Escudo antidisturbios: Utilizados en conjunto con las escopetas, por la infantería.
- Fusta:Utilizado por los policías montados a caballo.
- Sable: Utilizado ceremonialmente en actos y desfiles.
- RB3: Casco balístico utilizado por la infantería.
- RB4: Chaleco antibalas utilizado por la infantería.
- FMK-5 Mod. 0: Granada de mano utilizada por la Unidad Motorizada de Acción Rápida.
- Granada aturdidora
- Marcadora de paintball: Utilizado por la Unidad Motorizada de Acción Rápida y la infantería.

Armas
- Yarará UMAR: Cuchillo de combate utilizado por la Unidad Motorizada de Acción Rápida.
- FN Browning GP-35: Pistola semiautomática, arma reglamentaria.
- Taurus PT24/7: Pistola semiautomática, utilizado por toda la policía.
- Bersa Thunder 9: Pistola semiautomática, utilizado por toda la policía.
- Smith & Wesson M&P: Pistola semiautomática utilizada por el Grupo Especial de Seguridad.
- FMK-3: Subfusil, utilizado por toda la policía.
- FAMAE SAF: Subfusil utilizado por el Grupo Especial de Seguridad.
- Ithaca 37: Escopeta de corredera utilizada por toda la policía.
- Rexio Police: Escopeta de corredera utilizada por la Unidad Motorizada de Acción Rápida.
- Winchester Modelo 1912: Escopeta de corredera utilizada por el Grupo Especial de Seguridad.
- FN FAL: Fusil de combate utilizado por el Grupo Especial de Seguridad en situaciones extremas.
- SIG SG 556: Fusil de asalto Fusil estándar utilizado por el Grupo Especial de Seguridad.

### Vehículos
- Ford Fiesta
- Toyota Etios
- Renault Fluence
- Toyota Hilux
- Iveco Daily
- Chevrolet Prisma
- Chevrolet Corsa
- Ford Ranger
- Fiat Siena
- BMW GS 700
- Fiat Toro
- Fiat Cronos
- Chevrolet S-10

| Modelo      | Eurocopter EC145       | HB350B3 Esquilo        |
| ----------- | ---------------------- | ---------------------- |
| Imagen      |                        |                        |
| Tipo        | Helicóptero utilitario | Helicóptero utilitario |
| Procedencia | Francia                | Brasil                 |
| Inventario  | 1                      | 2                      |
| Alta        | 2016                   | 2006                   |